# 2007 v letectví
Tento článek obsahuje seznam událostí souvisejících s letectvím, které proběhly roku 2007.

## Události

### Leden
- 1. ledna – Let 574 společnosti Adam Air, Boeing 737, zmizel v indonéském vzdušném prostoru se 102 lidmi na palubě.

### Březen
- 19. března – Airbus A380 vykonal svůj první let do Spojených států amerických. V USA přistál v New Yorku na letišti JFK a v Kalifornii na letišti v Los Angeles.
- 27. března – poslední Airbus A300 opustil výrobní linku společnosti Airbus

### Červen
- 9. června – kosmický raketoplán Atlantis v 01:38 hodin středoevropského času odstartoval z Kennedyho vesmírného střediska se sedmičlennou posádkou ke své 21. misi.
- 15. června – ve 12:27 místního času se v Iráku zřítil americký F-16 Ohijské národní gardy. Údajně se jednalo o technickou poruchu.[1]
- 25. června – Kambodžský Antonov An-24 civilní letecké společnosti PMTair s 16 cestujícími a 6 členy posádky narazil do horského svahu. Nehodu, která se odehrála asi 130 km na jih od hlavního města Phnompenh, nikdo nepřežil. Tři z cestujících byli turisté z České republiky.

### Říjen
- 15. října – společnost Airbus dodala první exemplář obřího dopravního letounu Airbus A380 zákazníkovi (Singapore Airlines)